# Diego Pary Rodríguez
Diego Pary Rodríguez (Chajnacaya, Bolivia; 31 de mayo de 1978) es un pedagogo indígena quechua y diplomático boliviano. Se desempeñó como Embajador del Estado Plurinacional de Bolivia ante la Organización de las Naciones Unidas (ONU) desde el 24 de noviembre de 2020 y diciembre de 2024 durante el gobierno de Luis Arce Catacora.
Durante su carrera política, Diego Pary fue Viceministro de Educación Superior de Bolivia desde el 13 de noviembre de 2008 hasta el 29 de abril de 2011, luego fue Embajador de Bolivia ante la Organización de los Estados Americanos (OEA) desde el 9 de mayo de 2011 hasta el 4 de septiembre de 2018 y finalmente ocupó el cargo de Ministro de Relaciones Exteriores de Bolivia desde el 4 de septiembre de 2018 hasta el 12 de noviembre de 2019 durante el tercer gobierno de Evo Morales.
En su calidad de Embajador de Bolivia ante la OEA, se desempeñó a la vez como Embajador concurrente de Bolivia ante Trinidad y Tobago, Jamaica, Dominica y Bahamas.
Entre  noviembre de 2020 y diciembre de 2024 se desempeñó como Representante Permanente del Estado Plurinacional de Bolivia ante la Organización de las Naciones Unidas 

## Biografía
Diego Pary nació el 31 de mayo de 1978 en la comunidad quechua de Chajnacaya en el municipio de Caiza "D", ubicado en la provincia de Linares del departamento de Potosí. Comenzó sus estudios escolares el año 1983 en la escuela rural de su comunidad. En 1988, a sus 10 años de edad, tuvo que trasladarse a vivir a la localidad de Caiza "D" para continuar con sus estudios secundarios, saliendo bachiller el año 1995 del Colegio Pablo VI. 
En 1996, se trasladó a vivir a la ciudad de Sucre para continuar con sus estudios profesionales, ingresando a la Universidad Mayor Real y Pontificia de San Francisco Xavier de Chuquisaca, graduándose como Licenciado en Pedagogía el año 2001. 
Adicionalmente, obtuvo una Licenciatura en Idiomas Inglés - Quechua de la Universidad San Francisco Xavier de Chuquisaca y otra Licenciatura en Derecho de la Universidad NUR en La Paz.
Realizó estudios de Experto Universitario en Pueblos Indígenas, Derechos Humanos, Gobernabilidad y Cooperación Internacional en la Universidad Carlos III de Madrid (2008).
Cuenta con Máster en Negociaciones Comerciales Internacionales en la Universidad de Barcelona y la Universidad Andina Simón Bolívar (2014-2015), una Maestría en Educación Superior en la Universidad San Francisco Xavier de Chuquisaca y es postulante a Magister en Derecho Internacional e Integración en la Universidad Andina Simón Bolívar - sede Sucre. Asimismo, es candidato a Doctor en Ciencia Política y Relaciones Internacionales en la Universidad Mayor de San Andrés de la ciudad de La Paz.

## Trayectoria
Cuando todavía la universidad era un espacio de privilegio y su acceso muy difícil, tuvo la gran oportunidad de iniciar la Carrera de Pedagogía, en la cual se caracterizó por su identificación con los pueblos indígenas y así asumió el liderazgo estudiantil en representación de su facultad en los diferentes espacios de decisión en la estructura universitaria.
A partir del 2002, una vez concluida su carrera universitaria, inició la formación de líderes comunitarios, reporteros populares, dirigentes sindicales, alcaldes y concejales a través de la Fundación Acción Cultural Loyola (ACLO), quienes actualmente cumplen importantes cargos en las diferentes estructuras del Estado.
En los años 2005-2006, junto a las organizaciones indígena originaria campesinas del Pacto de Unidad y otros profesionales, trabajó en la elaboración de la “Propuesta de las Organizaciones Indígenas Originarias Campesinas y de Colonizadores hacia la Asamblea Constituyente”. En el año 2006 se incorpora como miembro y asesor de la Confederación Sindical Única de Trabajadores Campesinos (CSUTCB) y la Confederación Sindical de Comunidades Interculturales (CSCIB). El mismo 2006, una vez iniciada la Asamblea Constituyente se incorpora como Asesor Permanente de la Asamblea Constituyente en representación del Pacto de Unidad, participando activamente en el proceso de redacción de la Constitución Política del Estado Plurinacional de Bolivia.
Durante los años que se desarrolló la Asamblea Constituyente también participó en diferentes foros internacionales y recibió el apoyo de líderes indígenas de Ecuador, Argentina, Colombia, Perú, Venezuela, Uruguay, Brasil, así como de líderes políticos de Sudáfrica.
Posteriormente, para continuar con su propósito de trabajar por los derechos de los pueblos indígenas y su fortalecimiento, se incorporó al Fondo para el Desarrollo de los Pueblos Indígenas de América Latina y El Caribe (FILAC) como Coordinador de la Universidad Indígena Intercultural (UII) y miembro de la Cátedra Indígena.
En noviembre de 2008, asumió el cargo de Viceministro de Educación Superior. Durante su gestión se crearon las tres Universidades Indígenas de Bolivia (UNIBOL), creó el Sistema Plurinacional de Certificación de Competencias, transformó las Escuelas de Formación de Maestros, fortaleció la formación Técnica y Tecnológica creando nuevos institutos. Asimismo creó las Escuelas de Formación Artística y en coordinación con los Países Miembros del Mercosur impulsó la acreditación universitaria, hasta la creación de la Agencia Plurinacional de Evaluación y Acreditación de la Educación Superior Universitaria en Bolivia – APEAESU.
Contribuyó en el proceso de elaboración y la aprobación de la Ley de la Educación N.º 070 “Avelino Siñani – Elizardo Pérez” y el Diseño Curricular del Sistema Educativo de Bolivia.

### Embajador de Bolivia ante la Organización de los Estados Americanos  (2011-2018)
En el año 2011, fue nombrado Representante Permanente de Bolivia ante la Organización de los Estados Americanos (OEA) y Embajador Concurrente de Bolivia ante Trinidad y Tobago, Jamaica, Dominica y Bahamas. 
En la OEA, asumió diferentes responsabilidades directivas: Presidencia y Vicepresidencia del Consejo Permanente, Presidencia del Consejo Interamericano para el Desarrollo Integral, Presidencia de la Comisión General, Presidencia del Grupo de Trabajo de Pueblos Indígenas, Presidencia de la Subcomisión de Temario y Presidencia del Grupo de Trabajo de la Declaración de Cochabamba. Asimismo, fue Presidente de la Comisión de Asuntos Jurídicos y Políticos y Presidente de la Comisión de Seguridad Hemisférica. Durante su gestión también organizó la 42 Asamblea General de la OEA(Cochabamba-Bolivia, 2012) e impulsó la aprobación de la Carta Social de las Américas y de la Declaración Americana sobre los Derechos de los Pueblos Indígenas. 
Durante el ejercicio de sus responsabilidades siempre ha demostrado su capacidad de diálogo y relación permanente con los Pueblos Indígenas, así como su compromiso con la difusión de sus derechos y sus prioridades, entre los cuales se destacan temas como: el Vivir Bien, la Diplomacia de los Pueblos y los Derechos de la Madre Tierra.

### Canciller de Bolivia (2018-2019)
El 4 de septiembre del 2018 fue posesionado como Ministro de Relaciones Exteriores de Bolivia en reemplazo de Fernando Huanacuni Mamani.

### Embajador de Bolivia ante la Organización de las Naciones Unidas
En noviembre de 2020, una vez recuperada la democracia en Bolivia, fue nombrado Representante de su país ante la Organización de las Naciones Unidas . Asumió responsabilidades directivas, como: Coordinación del Grupo de Latinoamérica y el Caribe - GRULAC (Marzo 2021), Vicepresidencia del Consejo Económico y Social de las Naciones Unidas (ECOSOC) y se desempeñó como Vicepresidente del septuagésimo octavo periodo de sesiones de la Asamblea General de la Organización de las Naciones Unidas (2023-2024).
Renunció al cargo en diciembre de 2024.